# Competencia administrativa
La competencia, en Derecho administrativo, es un concepto que se refiere a la titularidad de una determinada potestad que sobre una materia posee un órgano administrativo. Se trata, pues, de una circunstancia subjetiva del órgano, de manera que cuando este sea titular de los intereses y potestades públicas, será competente.
Vulgarmente, el término suele ser objetivizado, equiparando la noción de competencia con la de interés. Así, por ejemplo, se suele decir que las relaciones internacionales son competencia del Ministerio de Asuntos Exteriores. En un sentido estrictamente técnico, habría que decir que las relaciones internacionales son interés del Ministerio. 
Juan Alfonso Santamaría Pastor ilustra esta distinción entre la falsa vertiente objetiva y la más exacta vertiente subjetiva, afirmando que "no se tiene competencia, sino que se es competente".
Puede decirse que la competencia la constituye el conjunto de atribuciones, funciones y potestades que el Ordenamiento Jurídico atribuye a cada órgano administrativo.
La competencia es irrenunciable y se ejercerá precisamente por los órganos administrativos que la tengan atribuida como propia, salvo los casos de delegación, sustitución y avocación previstos en la Ley.

## Clases de distribución competencial

### Competencia material
También conocida como distribución funcional u objetiva, realiza la asignación de competencias entre las divisiones departamentales en función de los distintos servicios públicos posibles, así como los sectores sobre los que exista intervención pública de los municipios, cada órgano tiene ciertas competencias por tema, imparte por la división de trabajo.

### Competencia jerárquica
La distribución se realiza dentro de una división departamental, de manera que las tareas más importantes y trascendentes quedan a cargo de los órganos jerárquicamente superiores.

### Competencia territorial
Los distintos órganos son competentes o no en función del ámbito geográfico. Dicho de otro modo, se distribuye la competencia en función de divisiones territoriales, cada una de las cuales, cuenta con un órgano que es titular de las potestades e intereses respecto a ese espacio.

### Competenciaratione temporis
La potestad queda atribuida a un órgano durante un determinado periodo temporal. Así, el órgano sería o no competente dependiendo de si se encuentra dentro del marco temporal durante el cual se estipuló que tendría competencia.